# Loire-Atlantique
Loire-Atlantique (intill 1957: Loire-Inférieure) är ett franskt departement, namngivet efter floden Loire och Atlanten, beläget i regionen Pays de la Loire. Huvudort är Nantes. 
Departementet tillhör historiskt och kulturellt Bretagne, men ligger inte i den administrativa regionen Bretagne.